# Eryngiophaga hungarica
Eryngiophaga hungarica är en insektsart som först beskrevs av Jan Klimaszewski 1968.  Eryngiophaga hungarica ingår i släktet Eryngiophaga och familjen spetsbladloppor. Inga underarter finns listade i Catalogue of Life.